# Франсуа-Марі Доден
Франсуа-Марі Доден (фр. François Marie Daudin; 1776—1803) — французький зоолог.
В нього з дитинства були паралізовані ноги. Він вивчав фізику та природничу історію, але в підсумку присвятив себе останній.
У 1799—1800 роках Доден написав «Traité élémentaire et complet d'Ornithologie» (Повний і елементарний трактат з орнітології). Це був один із перших довідників з орнітології, що поєднував біноміальну номенклатуру Ліннея з анатомічними та фізіологічними описами Бюффона.
У 1800 році він також опублікував «Recueil de mémoires et de notes sur des espèces inédites ou peu connues de mollusques, de vers et de zoophytes» (Колекція спогадів та заміток про нові або маловідомі види молюсків, червів та зоофітів).
Найбільше роботи Доден присвятив герпетології. Він опублікував «Histoire naturelle des reinettes, des grenouilles et des crapauds» (Природна історія квакш, жаб і ропух) у 1802 році, а також «Histoire naturelle, générale et particulière des reptiles» (Природнича історія плазунів) (8 томів) у 1802—1803 рр. Остання робота містила описи 517 видів, багато з яких описано вперше.
Йому допомагала його дружина Адель, яка малювала ілюстрації. Хоча його книги були комерційними невдачами, пара не жила бідно. Дружина померла від туберкульозу наприкінці 1803 року. Доден помер незабаром, йому ще не було 30 років.

## Див також
- Таксони, описані Франсуа-Марі Доденом